# Camí de Pla del Tro
El Camí de Pla del Tro és un antic camí de bast que unia la Casa de Pla del Tro amb Carreu, d'on depenia aquesta casa. També servia per a comunicar la Casa Hortó amb les dues destinacions acabades de definir.

El Camí de Pla del Tro, respecte del terme d'Abella de la Conca

En l'actualitat és una pista de muntanya, només apta per a vehicles tot terreny, i d'accés restringit perquè es troba dins de l'Espai d'interès natural Serra de Boumort, dins de la Reserva Nacional de Caça de Boumort. A més de menar a Casa Hortó i a la Casa de Pla del Tro, al final del seu recorregut enllaça amb la Pista del Grau i la Pista dels Prats.
Arrenca del Camí de Carreu i té el seu final en una cruïlla de camins situada a l'extrem sud-est del Serrat del Roure, al lloc on hi ha la Bassa de Pla del Tro, a prop i a la dreta del barranc de Baixera. En aquesta cruïlla es troba amb la Pista del Grau, que prové del nord-oest, i la Pista dels Prats, que ho fa des del nord-est. De fet, en aquesta cruïlla el Camí de Pla del Tro encara continua quasi un quilòmetre cap al sud, després cap al sud-est, però queda mort en una raconada a 1.338 m d'altitud, a les Coberterades.
Aquest camí discorre íntegrament en el terme municipal d'Abella de la Conca, al Pallars Jussà.

## Etimologia
Es tracta d'un topònim romànic modern, de caràcter descriptiu: és el camí que mena al Pla del Tro.